# Orrell (Wielki Manchester)
Orrell – wieś w Anglii, w hrabstwie Wielki Manchester, w dystrykcie metropolitalnym Wigan. W 2011 miejscowość liczyła 11 513 mieszkańców.